# ショブチョード・テムチルト
ショブチョード・テムチルト（モンゴル語：ᠱᠢᠪᠴᠢᠭᠤᠳ
ᠲᠡᠮᠡᠴᠡᠯᠲᠦ 転写：Shovchuud Temtselt, キリル文字：Шовчууд Тэмцэлт, 簡体字：特木其勒图, 繁体字：特木其勒圖, 1956年8月 - ）は、中華人民共和国のモンゴル族の人権活動家。南モンゴルクリルタイ会長を務める分離独立運動家。中国名の席海明（Xi Haiming）としても知られている。

## 来歴
内モンゴル自治区ジェリム盟ナイマン旗に生まれる。
1970年代半ばに、中国政府に対して内モンゴル人民革命党粛清事件の責任者である滕海清らの処罰を求める活動に参加する。フフホト市第2高等学校を卒業後、1978年、内モンゴル師範大学史学部に入学する。
在学中の1981年、「中共中央28号文件」の存在が明らかになり、当時の中国政府が内モンゴル自治区に数百万人単位の漢族を移住させることを企図していたことが明らかになると、この計画を撤回させるために南モンゴル学生運動のリーダーとして活躍する。
1981年の学生運動以降、中国政府の厳しい監視下に置かれ、1982年に大学を卒業するが、当局による度重なる嫌がらせのために職を転々とする。1987年に内モンゴル維護人権同盟を設立。1990年、フフホト市でモンゴル書籍の専門書店を開いた。
1991年以降、中国政府による内モンゴル自治区のモンゴル族に対する締め付けが厳しさを増し、モンゴル族の人権や文化を保護する活動をしていたテムチルトは、彼の盟友であるフチントゥグスら大勢のモンゴル族と共に逮捕される。その後、ほどなく仲間を連れてモンゴル人民共和国に亡命。1993年に政治難民としてドイツに移住する。

## 亡命後の活動
- 1993年
  - 4月6日、テムチルトは内モンゴル維護人権同盟代表としてドイツの国会議員と会見し、国際社会の支援を求めた。この時に、同団体の構成員は約20名で、一部は国外に亡命し、一部は中国国内で服役していると語っている。
  - 6月13日、トルコのイスタンブールにおいて開かれた「東トルキスタン青年報」創刊の祝賀会に「内モンゴル人民解放戦線欧州総代表」名義で祝電を送っている。
  - 9月13日、モンゴル国のウランバートルで開催された世界モンゴル人大会に参加し、「我々は中国の内モンゴル人民弾圧に抗議する」と題する宣伝ビラを配布した。
  - 11月22日、ドイツのミュンヘンで開催されたチベット、東トルキスタン、南モンゴルによる三方人民連合委員会の第四回大会に「内モンゴル人民解放戦線主席」名義で参加し、三方同盟機構の幹部として推挙された。
- 1994年
  - 7月、南モンゴルの民族主義者ウランショヴォーの裁判で刑が確定すると、テムチルトは冤罪を主張し、国際人権組織と連携して内モンゴル自治区政府に圧力をかけた。
  - 10月16日、アメリカ合衆国ニューヨーク州にあるコロンビア大学で開催された「東トルキスタン、南モンゴルおよびチベットの人権問題についての国際会議」に参加した。
- 1995年
  - 7月、中国の江沢民主席の訪独に合わせてボンで記者会見を開き、中国の人権問題について訴えた。
  - 9月、北京で開催される世界女性会議に先立って、その内容の不実を批判し、米国やドイツに亡命している中国の民主運動家およびチベット亡命政府の後押しを受け、彼らの代表として自ら参加しようとした。
- 1996年
  - 1月、米国にて「世界モンゴル人連合会」を開催。1998年の第二回大会を準備するための会議上、南モンゴルにおける民主運動を議題に掲げ、在米モンゴル族を組織して南モンゴルを支援するための基金を設立し、南モンゴル独立旗を選定した。
  - 2月、米国インディアナ州にて、南モンゴルの独立を支持するモンゴル人およびアメリカ人からなる「21世紀南モンゴル独立事業唱道団」（別名、33人集団）を設立し、その中央委員会委員に選出され、定款および綱領を制定した。

## 内モンゴル人民党主席として
1997年3月20日、米国ニュージャージー州プリンストンにおいて秘密会議が開かれ、米国、ドイツ、モンゴルおよび中国の内モンゴル自治区から、バハ、アルタンバト、オヨンビリグら50数名が集まる。この会議において内モンゴル人民革命党の理念を継承するとして内モンゴル人民党が正式に発足し、テムチルトが主席に選出された。
また、米国、英国、ドイツ、モンゴル国、ブリヤート共和国への支部の設置が決まり、会議後に内モンゴル人民党章程と「内モンゴル人民同胞に告ぐ書」が発表された。
1998年2月、ドイツ、英国、フランス、デンマークなどの代表が参加してライン川の河畔で開かれた国際会議に参加し、自ら情報収集して編纂した「内モンゴルの人権報告書」をジュネーヴの国際連合人権理事会に提出した。
2006年に来日。2月26日に党大会が開催され、非暴力的方法による南モンゴルの独立を目指すこと、適当な時機に南モンゴル臨時政府を樹立すること、内モンゴル人民党の本部をアメリカから日本に移転することを内容とする東京宣言が採択された。
2008年5月16日から開催されたUNPO第9回大会には、内モンゴル代表として出席した。
2015年に党役員会において主席を解任された。

## 南モンゴルクリルタイ会長として
2016年に南モンゴルクリルタイ（世界南モンゴル会議）を結成して自ら会長に就任した。